# 詹姆斯·M·麦克弗森
占士·M·“吉姆”·麦克弗森（英語：James M. "Jim" McPherson，1936年10月11日—）是研究美国内战的历史学家，普林斯顿大学美国历史乔治·亨利·戴维斯荣誉教授，《不列颠百科全书》编辑委员会委员。

## 生平
出生于北达科他州谷市，毕业于圣彼得高中，1958年在明尼苏达州圣彼得古斯塔夫·阿道夫学院以优等生毕业，获文学学士学位，1963年在约翰斯·霍普金斯大学获博士学位，导师是C·范·沃德伍德。
麦克弗森的作品《争取平等的斗争》于1965年获阿尼斯菲尔德-沃尔夫奖。1988年，他出版了普利策奖获奖作品《为自由而战的呐喊》。1998年的著作《为事业和同志：内战中人为何而战》获林肯奖。2009年，他的《被战争审判：亚伯拉罕·林肯任总司令》获林肯奖。
麦克弗森被国家人文基金会任命为2000年杰斐逊人文学科讲师。国家人文基金会主席威廉·弗里斯在宣布麦克弗森入选时声明说：
詹姆斯·M·麦克弗森帮助数百万美国人更好地了解了美国内战的意义和遗产。通过建立学术的最高标准和建立关于内战的公共教育，以及在保护国家战场的运动中发挥领导作用，他为美国的历史意识做出了杰出贡献。
2003年任美国历史学会会长，2007年，因在军事史上的终身成就获十万美元的普利兹克军事图书馆文学奖，是该奖项的第一位获奖者。2007年，因在军事史上的终身成就而被军事历史学会授予塞缪尔·艾略特·莫里森奖。2009年，当选为美国文理科学院院士。

## 家庭
目前居住在新泽西州普林斯顿。他娶了帕特里夏，他们有一个孩子。